# Plötzin
Plötzin è una frazione (Ortsteil) della città tedesca di Werder (Havel), nel Land del Brandeburgo.

## Amministrazione
La frazione di Plötzin è rappresentata da un consiglio di frazione (Ortsbeirat) di 3 membri.